# Pineda de Gigüela
Pineda de Gigüela es un municipio y localidad española de la provincia de Cuenca, en la comunidad autónoma de Castilla-La Mancha. El término municipal tiene una población de 55 habitantes (INE 2024).

## Geografía
La localidad está situada a una altitud de 976 m sobre el nivel del mar. El municipio tiene un área de 28,90 km².
| Noroeste: Huete                | Norte: Huete               | Noreste: Los Valdecolmenas     |
| Oeste: Carrascosa del Campo    |                            | Este: Torrejoncillo del Rey    |
| Suroeste: Carrascosa del Campo | Sur: Torrejoncillo del Rey | Sureste: Torrejoncillo del Rey |

## Historia
Hacia mediados del siglo XIX, la villa tenía contabilizada una población de 597 habitantes. Aparece descrita en el decimotercer volumen del Diccionario geográfico-estadístico-histórico de España y sus posesiones de Ultramar de Pascual Madoz de la siguiente manera:

PINEDA: v. con ayunt. en la prov. y dióc. de Cuenca (6 leg.), part. jud. de Huete (2), aud. terr. de Albacete (23) y c. g. de Castilla la Nueva (Madrid 20): sit. en la falda y cima de un monte al cual rodean dos valles: su clima es templado combatido por los vientos de O. y S. y poco propenso á enfermedades como no sean algunas intermitentes. Consta de 120 casas de pobre construccion, la del ayunt. y cárcel; escuela de niños concurrida por 26 y dotada con 100 ducados; 2 fuentes de agua salobre dentro de la v. y varias en el térm. de escelente calidad, igl. parr. (la Asuncion) servida por un cura de primer ascenso el cual tiene la carga de pagar al sacerdote que dice misa en su anejo Caracena; y 2 ermitas fuera de la pobl., la una con el título de San Bartolomé y la otra con el de Sta. Ana. Confina el térm. por N. con Valdecolmenas, Caracena y Caracenilla; E. Nabarros y Villar del Horno; S. Horcajada de la Torre, y O. Verdelpino de Huete; en su jurisd. se halla el desp. de San Miguel y que segun tradicion fue destruido en tiempo de los moros. El terreno es de buena calidad y en especial la parte de vega regada por dos arroyos, que despues de confundirse en uno, va á juntarse al Giguela cerca del famoso puente de Horcajada de la Torre: los caminos son locales y en mal estado: la correspondencia se recibe desde la balija de Horcajada dos veces á la semana. prod.: trigo, cebada, centeno, avena legumbres cáñamo vino y alguna miel; se cria ganado lanar y caza de liebres, perdices y conejos. ind.: la agrícola 2 molinos harineros y 2 tejedores de telas del pais. comercio: la esportacion de granos y algunos corderos y la importacion de arroz, bacalao y otros artículos de primera necesidad. pobl.: 150 vec., 597 alm. cap. prod.: 1.168,420 rs. imp.: 58,421: el presupuesto municipal asciende á 5,000 rs. y se cubre con el prod. de las fincas de propios que consisten en 2 molinos, un batan, un horno de pan cocer y los productos de pastos.
(Madoz, 1849, pp. 32-33)

Hasta la reforma de la nomenclatura municipal de 1916 el municipio se llamaba simplemente Pineda. En dicha fecha su nombre fue modificado por el de Pineda de Cigüela.

## Demografía
Pineda de Cigüela cuenta con una población de 55 habitantes (INE 2024).
| Gráfica de evolución demográfica de Pineda de Cigüela entre 1842 y 2021 |
| |
| Población de derecho según los censos de población del INE Población de hecho según los censos de población del INEEn estos censos se denominaba Pineda: 1842, 1857, 1860, 1877, 1887, 1897, 1900 y 1910 |

## Patrimonio
- Ermita de Santa Ana. Construcción de una nave, más estrecha en el cabecero, cubierta por bóveda de media naranja. La portada sobre lienzo de sillería está compuesta por orden apilastrado rematado por frontón.
- Iglesia parroquial de la Natividad de Nuestra Señora. Tiene una torre muy esbelta de cuatro cuerpos, el último con cornisa renacentista de tres bandas cubiertas de relieve con motivos geométricos, y en los ángulos y centro con gárgolas de buena factura. La portada es de frontón partido con hornacina y sobre ella una cruz arzobispal de dos trazos horizontales. Tiene el edificio varias ventanas de buena traza. El interior es de una sola nave, en forma de cruz latina con un pequeño pero bien compuesto retablo mayor barroco y otros tres más pequeños de la misma época. El piecero está dividido en tres tramos por arcos formeros, tiene cubrebóveda de medio cañón con lunetos. El crucero está cubierto con bóveda de media naranja sobre pechinas y cimborrio. Bajo la cornisa hay arcos que albergan altares laterales. Bajo el coro hay una capilla bautismal. Es de destacar también el armonioso e interesante mueble de órgano del siglo XVIII con bellas pinturas que está situado sobre el coro, así como dos lienzos de gran tamaño.

## Fiestas
26 de julio (Santa Ana) y 7 de octubre (Nuestra Señora del Rosario).